# Cantello

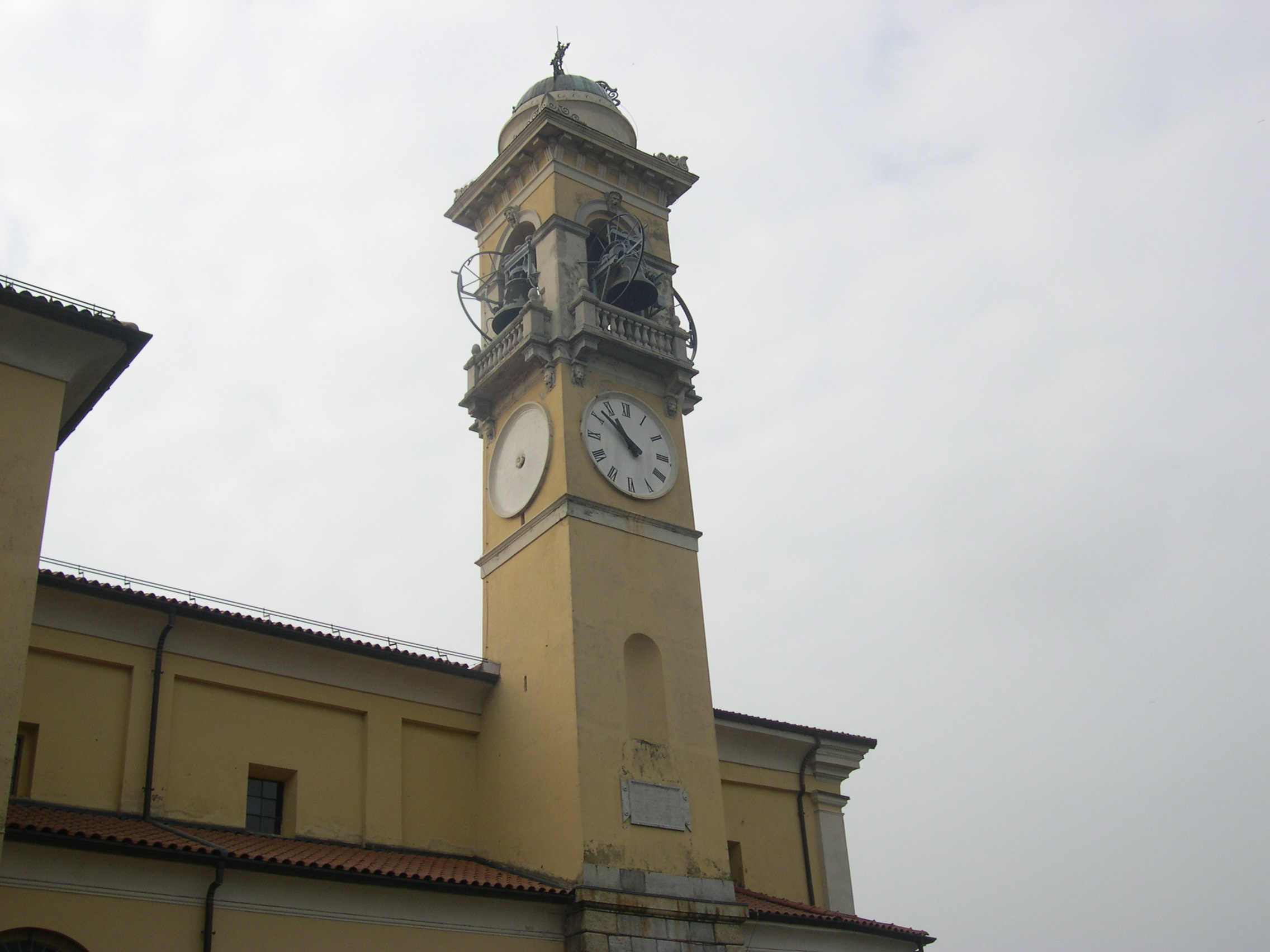
Kirche Santi Pietro e Paolo, Glockenturm

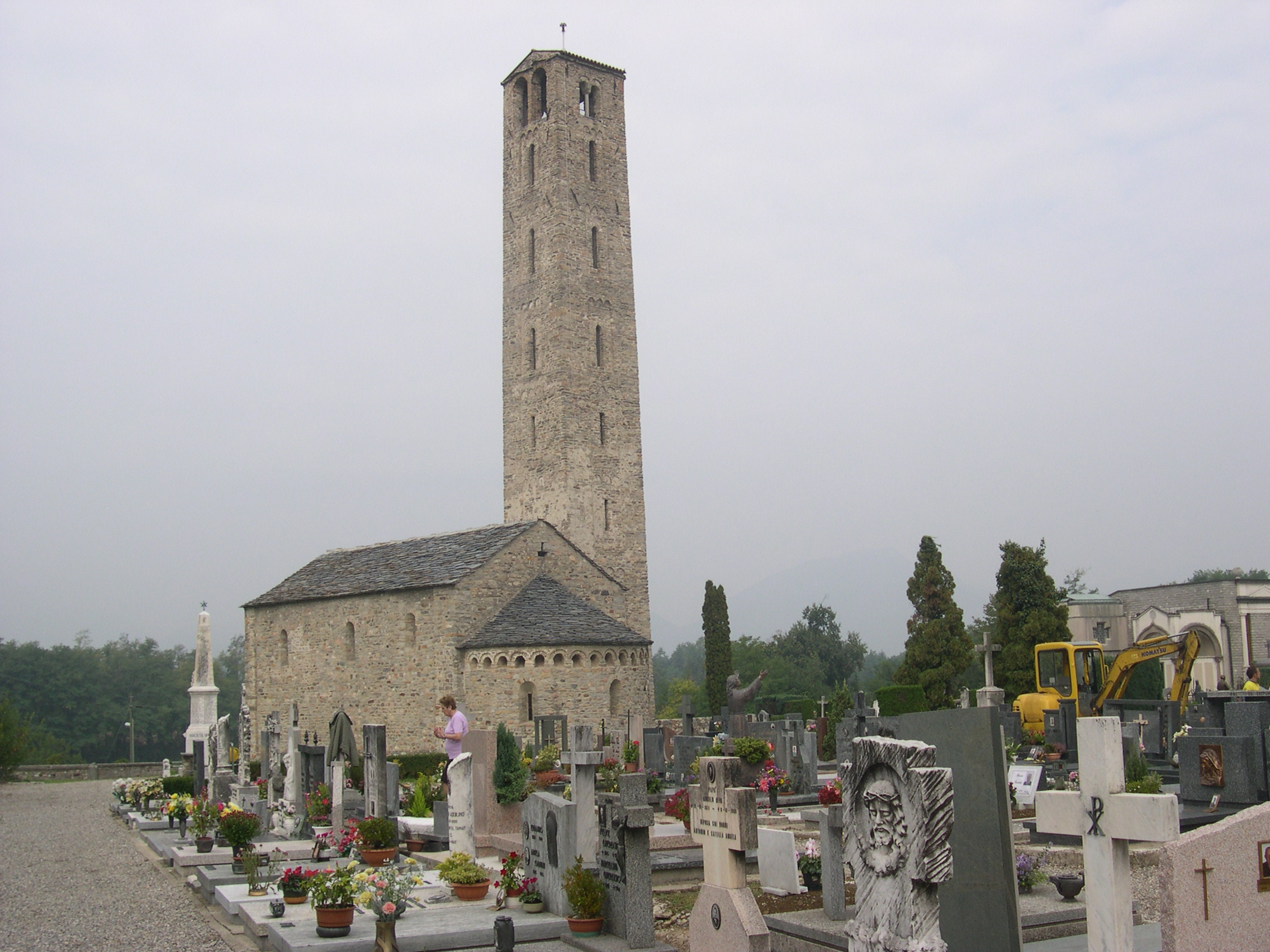
Kirche Madonna in Campagna im Ortsteil Ligurno

Kirche San Bernardino im Ortsteil Gaggiolo

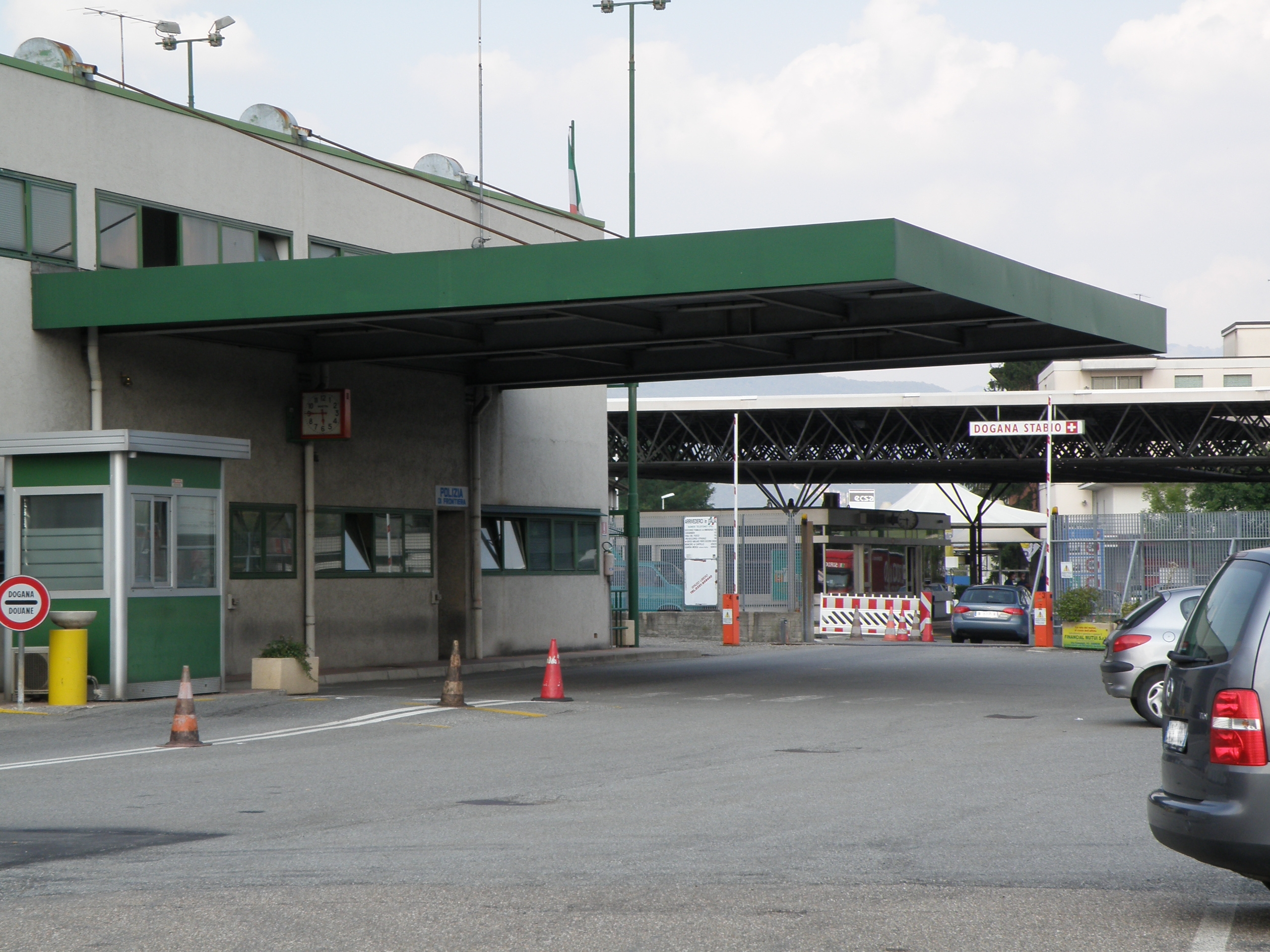
Zoll in Gaggiolo

Cantello (bis 1895 Cazzone) ist eine italienische Gemeinde (comune) in der Provinz Varese in der Region Lombardei.

## Geographie
Die Gemeinde liegt etwa 5 Kilometer östlich von Varese am Rio Ranza und grenzt unmittelbar an die Schweiz und an die Provinz Como. Die bedeckt eine Fläche von 9,13 km². Zu Cantello gehören die Fraktionen Gaggiolo und Ligurno. Die Nachbargemeinden sind: Arcisate, Cagno (CO), Clivio, Malnate, Rodero (CO), Stabio (CH-TI), Varese und Viggiù.

## Geschichte
Aus der römischen Antike ist noch ein Jupiteraltar erhalten. Das bebaute Gebiet von Cantello hieß ursprünglich Cazono, später Cazzone (wahrscheinlich grande mestolo oder, anderen zufolge, grande casa); das Gemeindegebiet umfasste Cazono con Ligurno, Vedemario, Gazio et Gazolo (wie in einer notariellen Urkunde von 1452 festgehalten), das heutige Cantello, Ligurno, Velmaio, Gaggio und Gaggiolo. Auf der Karte des Herzogtums Mailand in der Kartengalerie der Vatikanischen Museen (1580) wird der Ortsname als Canzone wiedergegeben.
Seinen heutigen Namen erhielt er 1895, als infolge der Einigung Italiens und der Verbreitung der lombardischen Umgangssprache und der in anderen Regionen weit verbreiteten Trivialsprache der frühere Name einen peinlichen Vulgärwert angenommen hatte. Der Name Cantello ist eine Verkleinerungsform des lateinischen canthus, cantuccio von Land.
Der Ortsteil Velmaio wurde 1968 in die Gemeinde Arcisate eingegliedert. Das Dorf Cantello hat heute etwas mehr als 2000 Einwohner, etwa die Hälfte der Gesamtbevölkerung der Gemeinde. Cantello ist in der Region für die Produktion einer besonderen Sorte weißen Spargels und für das historische Vogelfest bekannt. 1976 wurde der Ortsteil Velmaio ausgemeindet und der Nachbargemeinde Arcisate zugeschlagen.

## Bevölkerung
| Bevölkerungsentwicklung | Bevölkerungsentwicklung | Bevölkerungsentwicklung | Bevölkerungsentwicklung | Bevölkerungsentwicklung | Bevölkerungsentwicklung | Bevölkerungsentwicklung | Bevölkerungsentwicklung | Bevölkerungsentwicklung | Bevölkerungsentwicklung | Bevölkerungsentwicklung | Bevölkerungsentwicklung | Bevölkerungsentwicklung | Bevölkerungsentwicklung | Bevölkerungsentwicklung |
| ----------------------- | ----------------------- | ----------------------- | ----------------------- | ----------------------- | ----------------------- | ----------------------- | ----------------------- | ----------------------- | ----------------------- | ----------------------- | ----------------------- | ----------------------- | ----------------------- | ----------------------- |
| Jahr                    | 1574                    | 1687                    | 1721                    | 1751                    | 1805                    | 1861                    | 1901                    | 1921                    | 1951                    | 1971                    | 1991                    | 2001                    | 2011                    | 2021                    |
| Einwohner               | 621                     | 978                     | 972                     | 999                     | 1318                    | *1806                   | 1879                    | 2476                    | 2725                    | 2692                    | 4001                    | 4244                    | 4569                    | 4709                    |

- 1809 Fusion mit Viggiù

## Sehenswürdigkeiten
- Pfarrkirche Santi Pietro e Paolo mit Fresken des Malers Emilio Sommariva[2]
- Kirche (Oratorium) San Lorenzo
- Kirche (Oratorium) San Bernardino
- Romanische Kirche Santa Maria di Campagna mit ihrem Campanile liegt auf Fundamenten des ausgehenden 11. Jahrhunderts.[3]
- Kirche San Giorgio in der Fraktion Ligurno
- Römische Ara mit Inschrift: IOVI C. VIRIUS C. L. MONIMUS V.S.L.M.[4]
- Die Galerie der Gipsabgüsse im Rathaus enthält Werke von Felice Mina.

## Veranstaltungen
Cantello ist in der Region für die Herstellung einer bestimmten Sorte von weißem Spargel und das historische Fest der Vögel berühmt.

## Persönlichkeiten
- Santino Bay (* 5. September 1875 in Cantello; † 21. April 1926 in Escholzmatt), Bildhauer[5]
- Felice Mina (* 20. August 1912 in Cagno; † 6. September 1976 in Cantello), Bildhauer und Münzenpräger.